# Leeds United AFC säsongen 1919/1920
Leeds United AFC spelade sin första säsong 1919/1920 som nybildad klubb i Midland League, en reservlagsliga där laget gavs plats att deltaga vid bildandet av Leeds United den 17 oktober 1919 sedan stadens ursprungliga klubb, Leeds City FC grundad 1904, blivit utesluten från ligasystemets division 2 på grund av de givit gästande spelare olaglig finansiell ersättning. En av dessa gästspelare anmälde klubben till myndigheterna efter en dispyt där han inte erhållit den förväntade ersättningen. Ligastyrelsen och fotbollsförbundet inledde en utredning vilket resulterade i att klubben uteslöts ur ligan och tvingades sälja sina spelare på auktion.
Den 17 oktober 1919 auktionerades spelarna ut och samma dag hölls ett möte med omkring 1 000 av klubbens supportrar som bildade den nya klubben Leeds United AFC. Alf Masser, en lokal advokat, ombads leda mötet som resulterade i ett enhälligt beslut att bilda både en ny professionell fotbollsklubb samt en supporterklubb. Masser var en av sju män som valdes till den nya klubbens styrelse tillsammans med Joe Henry junior (son till stadens borgmästare), Mark Barker, R.E.H. Ramsden, Charles Snape och de före detta spelarna Dick Ray (som valdes till klubbens manager) och Charlie Morgan. Rays tid som manger blev dock kort då klubben den 26 februari 1920 utsåg Arthur Fairclough till ny manager och Ray istället blev assisterande manager.
Leeds United erbjöds den plats i Midland League som Leeds Citys reservlag tidigare haft och laget slutade på en 12:e plats i tabellen vid säsongens slut. Den nya klubben övertog Elland Road från Yorkshire Amateurs AFC som använt arenan som sin hemmaplan under mellanperioden efter Leeds Citys upplösning. Återskapandet av professionell fotboll i staden Leeds var fullbordat när klubben valdes in i ligasystemet den 31 maj 1920. I omröstningen fick Leeds United 31 röster med Cardiff City på andra plats med 23, och båda klubbarna blev antagna till ligans andra division säsongen 1920/21.

## Sluttabell 1919/1920
Leeds placering i sluttabellen Midland League säsongen 1919/1920.
| Nr | Lag                       | S  | V  | O  | F  | GM | IM | MS | P  |
| -- | ------------------------- | -- | -- | -- | -- | -- | -- | -- | -- |
| 11 | Rotherham County Reserves | 34 | 13 | 5  | 16 | 60 | 57 | +3 | 31 |
| 12 | Leeds United AFC          | 34 | 11 | 9  | 14 | 57 | 55 | +2 | 31 |
| 13 | Notts County Reserves     | 34 | 10 | 11 | 13 | 50 | 56 | −6 | 31 |

|  | Midland League mästare.                     |
|  | Direktkvalificerade till en högre division. |

### Spelartruppen 1919/1920
Leeds United spelartrupp säsongen 1919/1920.
| Nr | Land    | Pos | Namn            |
| -- | ------- | --- | --------------- |
| x  | England | MV  | (Ålder:)        |
|    | England | MF  | Ernie Hart (17) |

| Nr | Land      | Pos | Namn |
| -- | --------- | --- | ---- |
| x  | Skottland | F   |      |

Spelarnas ålder gäller 1 september vid den aktuella säsongens början.